# Armorial de Wavre

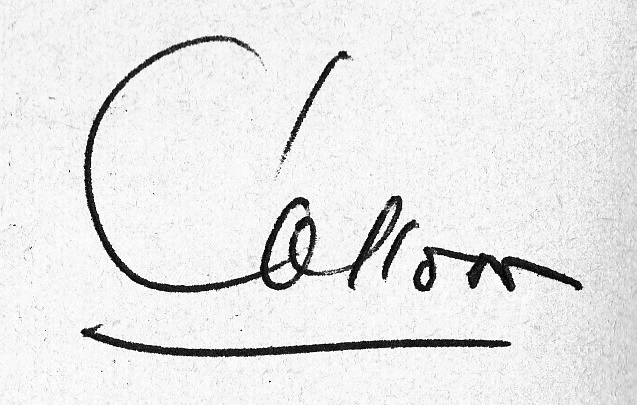
Les 1.000 exemplaires sont signés par l'auteur.

Pour les articles homonymes, voir Wavre (homonymie).
L'armorial de Wavre et environs est un armorial belge, réalisé par Frédéric Collon, contenant 104 reproductions de blasons par André Stielle. Bruxelles, Librairia, 1952, in-12, broché. Cet ouvrage, publié sous les auspices du Cercle historique et archéologique de Wavre et de la région,  a été tiré a 1 000 exemplaires signés par l'auteur.
Le grand intérêt de cet armorial est que chaque blason, décrit en termes héraldiques rigoureux, est assorti d'une notice historique et généalogique de la famille à laquelle ce blason se rapporte, de sorte que la portée de l'ouvrage dépasse le cadre strict de l'héraldique.

## Extraits de l'introduction
«  Wavre, sous l'ancien régime, a été une franchise administrée par des bourgmestres, mayeurs et échevins, dont les attributions étaient bien plus importantes qu'aujourd'hui. Le banc des échevins rendait en effet la justice, s'occupait des questions relatives aux personnes et aux biens, actuellement de la compétence des notaires. »
« Beaucoup de familles wavriennes actuelles descendent de familles anciennes et elles ont souvent des ancêtres illustres. Le sang des ducs de Brabant s'est allié directement aux de Dion, de Lantwijck. De ceux-ci descendent les Beaufaux, van Dries, Thiry, Englebert, Brion; etc. La famille Brabant, nombreuse encore, descend en ligne mâle de Jean III. »

## Quelques blasons sur les 104 reproductions

de Brabant p. 29
Collart p. 38
Collon p. 39
de Dion p.55
de Lantwyck p.92
Wavre, première famille p.170
Wavre, deuxième famille p.170

### Familles mentionnées dans l'armorial
Ci-après suivent les noms apparaissant dans cet armorial, suivis d'une indication permettant de mieux cerner la famille de ce nom. L'armorial donne pour chacun de ces noms une description des armes familiales avec parfois, la devise de la famille. Dans cet armorial, seuls 104 blasons ont été dessinés mais pour toutes ces familles, le blasonnement des armes est donné. On remarquera que cet armorial couvre une région bien plus vaste que les environs de Wavre, et une très grande partie du Brabant wallon est traitée. 
- Haut – A
- B
- C
- D
- E
- F
- G
- H
- I
- J
- K
- L
- M
- N
- O
- P
- Q
- R
- S
- T
- U
- V
- W
- X
- Y
- Z

### A
- Aix (d') : famille originaire de Louvain, dont le nom original était van de Watere.
- Alverfonce (d') : Alvaro d'Alverfonce, sire de Ligny.
- Amandeau : famille de Braine-l'Alleud.
- Amenzaga (d') : famille espagnole qui a possédé des biens fonciers à Bossut et environs.
- Anciaux : famille originaire de Petit-Rosière.
- Andelot (d') : famille originaire de Franche-Comté.
- Andrieux : à Nil-Saint-Vincent.
- Ansillon : famille typiquement wavrienne.
- Archennes : Reniers d'Archennes, sire de le Court.
- Arenberg (van) : famille de Louvain.
- Arnould : famille de Basse-Wavre.
- Aubioul (d') : famille originaire de la Hesbaye.
- Awans (d') : des seigneurs de l'Ecluse.

### B
- Baillerie (de la) : d'après un fief près de Bousval.
- Baillet (de) : possesseurs de biens dans la région de Grez et de Bossut.
- Bara : originaire de Namur.
- Baraquin : famille sur laquelle peu de renseignements existent.
- Barre (de la) : famille qui tire son nom du fief du même nom près de Chaumont.
- Bauchau : famille originaire de Bouvignes.
- Baude : de la région de Nivelles.
- Baugniet : famille des environs de Jodoigne.
- Bauwens : de Wavre et alentour.
- Bawette (de la) : famille qui tire son nom d'un fief situé à deux kilomètres au nord de Wavre.
- Baye : famille d'échevins de Nivelles.
- Beaufaux : famille qui tire son nom du fief de Beaufaux, situé près de Lonzée. Alliances: de Buisseret, Clérin, Collon, le Hardy de Beaulieu, Lantwijk, etc.
- Beaulieu (de) : famille originaire de Beaulieu à Huppaye.
- Beausart (de) : famille qui tire son nom du même lieu près de Grez.
- Becquet : famille ayant joué un rôle important à Wavre.
- Beeckman : de Wavre.
- Bellet : de Wavre.
- Benoit : famille ayant une postérité dans les Benoit de Gentissart.
- Bertinchamps : des sires de Walhain.
- Bertremouille : famille à Limelette.
- Bethune (de) : des porteurs du nom à Wavre.
- Beys : un greffier à Tourinnes-la-Grosse.
- Blanpain : à Grez depuis 1616.
- Blavier : originaire de Wayaux.
- Blioul (de) : qui fit bâtir le château de Laurentsart.
- Blocry (de) : sur Robert de Blocry en 1321.
- Blondeau : famille qui possédait la cense de Libertsart, vendue en 1659.
- Boisacq : ancienne famille de Wavre.
- Bole (de le) : d'après un échevin de Wavre en 1310.
- Bosch : un échevin d'Overyssche en 1388.
- Bosmans dit Sylvius : famille louvaniste ayant possédé Bossut, etc.
- Bossut : des sires de Walhain.
- Boucquéau : de Witterzée en 1625.
- Boulanger : échevin à Wavre en 1377.
- Boulin : famille ayant possédé des fiefs à Dion.
- Bourdeaux (de) : famille féodale originaire de ce lieu.
- Bourgeois : un conseiller de Brabant en 1629.
- Bouzeau : famille qui semble être une branche des Thiribu.
- Brabant (de) : famille descendant d'un bâtard du duc de Brabant.
- Brant : d'un bâtard de Jean III, duc de Brabant.
- Bray (de) : famille qui semble originaire de Chastre.
- Brenart : de Wavre.
- Brion  : famille venue de Namur où elle est connue sous le nom de Abrion, a Brion, de Brion.
- Buisseret (de) : tirerait son nom du même lieu près de Seneffe.
- Buseau : famille alliée aux Stevens, et qui serait une branche de la famille du même nom originaire du Hainaut.

### C
- Cache : famille de Nivelles.
- Cantillon : d'après Charles Cantillon au XVIIe siècle.
- Carré ou Caret : famille originaire d'Overyssche.
- Cauwet : alliée au de la Bawette.
- Chantraines : de Bierges vraisemblablement.
- Le Charlier ou Carlier : de Jauche.
- Charliers de Buisseret : originaire de Lasne, originellement Le Charlier.
- Chastre (de) : sire de Herialmont en 1284.
- Chaufoureau ou Chauffoureau : possédant la cense de Warissaix près de Limelette depuis le XIVe siècle.
- Chentinnes (de) : famille d'Orp-le-Grand.
- Chérémont (de) : échevin de Wavre en 1357.
- Chesne (du) : alias van der Eycken, ainsi qu'une autre famille du même nom.
- Ciplet (de)d'après Jean de Ciplet, bailli en 1688.
- Clareboets : famille à Wavre.
- Clément de Cléty : à Limal.
- Clerck (de) : famille alliée aux Robyns, de Wavre.
- Clerfayt (de) : probablement originaire du Hainaut.
- Clérin : famille de la région de Jodoigne. Cette famille fut alliée aux Beaufaux, de Beaulieu, etc.
- Cocq (de) : alliée aux de la Bawette et aux Hulet.
- Coels : notamment à Court-Saint-Etienne.
- Collart : à Nivelles, Genappe, Wavre et alentours.
- Collet : famille de brasseurs, notamment.
- Colnet (de): famille de gentilshommes verriers.
- Columbanus : originaire de Hasselt.
- Comers : famille de la région de Beauvechain et de Grez.
- Coqueroux : d'après la dépendance de Biez du même nom.
- Corbeau : famille à Wavre.
- Cornet : de la descendance de Laurent Cornet, mort en 1532, à Céroux.
- Corvilain : famille très ancienne à Corbais.
- Cosmans : originaire de Grez.
- Coullemot de Waterleet (de) : ancienne famille brabançonne éteinte aujourd'hui.
- Crabeels : de Wavre à l'origine.
- Craesbeke (de) : d'après un conseiller de Brabant.
- Crombez : famille ayant possédé des biens à Vieusart notamment.
- Cupis Camargo (de) : abbesse de Florival en 1715.

### D
- Daems : famille d'origine anversoise qui a donné des seigneurs à Dion-le-Mont au XVIIe siècle.
- Dalimont : peut-être Dalémont, Dolimont, ...
- Damide : à Corbais.
- Aubremé ou Abremé (d') : famille portant le nom du fief longtemps possédé. Une branche à Overyssche.
- Dautrebande : probablement de Durbuy.
- Debroux et Broux (de) : ancienne famille de la région d'Ottignies.
- Decoux et Coux (de) : famille à Saint-Lambert-Libersart.
- Dave (de) : à Tirlemont au XVIIe siècle.
- Delabye : famille originaire de Hannut.
- del Fosse : famille à Wavre et tirant peut-être son nom de la ferme ter Fossen à Rosières-Saint-André, et dont plusieurs membres furent échevins de Wavre
- del Haye : tirant probablement son nom du lieu-dit entre Bierges et Limal.
- Delmez : citée à Gembloux en 1217.
- del Vaux : à Wavre.
- Demanet : famille des alentours de Wavre.
- Denison : de la région de Longueville.
- Denys : à Noirmont notamment.
- de Ridder : famille originaire d'Overyssche.
- De Smeth : originaire de Lennick-Saint-Quentin.
- Dessy : Dassy à l'origine et originaire de Fleurus.
- de Vos : de la région de Jodoigne.
- Devroye : à Lubbeeck, Ottenbourg et Wavre notamment.
- Dieux : originaire de Nivelles mais connue à Wavre.
- de Dion[1]: famille passée très tôt en France où elle obtint, pour une branche depuis éteinte, le titre de marquis de Malfiance. Voir Jules-Albert de Dion (1856-1946), fondateur de la marque de véhicules à moteur De Dion-Bouton.
- Doneux : présente aussi à Autre-Eglise.
- Donglebert : à identifier, semble-t-il, aux del Haye.
- Dorlodot (de) : famille de gentilshommes verriers.
- Doyen : du seigneur de Cortil mort en 1650.
- Drion : en 1512, sceau de Jean Drion.
- Dusart et Delsart : famille scabinale de Wavre.
- Duvieusart : originaire de Vieusart près de Wavre.

### E
- Eau d'Andrimont (de l') : un personnage de ce nom au XIXe siècle.
- Englebert : famille originaire de Villeroux.
- Erpent (d'): famille qui semble être une branche des d'Erpent dit Bisteau.
- Escaille (de l') : famille wavrienne.
- Estienne ou Etienne : famille qui apparaît à Basse-Wavre en 1598.

### F
- Faux (de) : famille qui pourrait tirer son nom du hameau du même nom près de Court-Saint-Étienne, et qui est alliée aux meilleures familles locales, que sont les Arnould, de la Bawette, Hulet, etc.
- Favelly : famille originaire de Namur.
- Fenal (de) : un personnage de ce nom en 1664 à Wavre.
- Feron : ancienne famille fort répandue dans la région de Grez.
- Ferry (de) : famille de gentilshommes verriers de la région de Moriensart.
- Fievez : famille de la région de Céroux-Mousty, Lasne, Couture, Braine-l'Alleud.
- Fontigny (de) : son ancien nom est Fonteniers.
- Fortamps : famille originaire de la région de Braine-l'Alleud.
- Four (du) : à Opprebais en 1662.
- Franchimont (de): famille de Grez au XVIIe siècle.
- Franckart : famille nombreuse à Bierges aux XVIIe et XVIIIe siècles.
- Francken : famille brabançonne.
- Francolet : famille anoblie en 1784.
- Franquenies : famille qui semble être une branche des seigneurs d'Ottignies.
- Fredericx : famille originaire d'Anvers, à Archennes.
- Frérart : ancienne famille qui habitait probablement Chérémont à Wavre.
- Fresne (du) : plusieurs familles de ce nom.
- Freson : à Nethen, Roux-Miroir, Jodoigne.
- Fusco de Mataloni : famille d'origine italienne, dont plusieurs de ses membres vécurent à Wavre.
- Futvoye (de) : famille d'origine namuroise.

### G
- Generet : armoiries au château de Florival.
- Gentinnes (de): à Noville-sur-Méhaigne.
- Gerendael : famille de la région de Jodoigne.
- Ghenne : famille de la région de Noirmont, etc.
- Gheude : famille de la région de Braine-l'Alleud.
- Ghillenghien (de) : alliée aux Hulet, de Limelette.
- Gilisquet : à Perwez dès le XVe siècle.
- Gilot ou Gillo : alliances à Wavre notamment.
- Gilson : à Bierges, Wavre, etc.
- Glabaix (de) : à Ceroux-Mousty en 1675.
- Godekin ou Gheudekin : à Grez-Doiceau en 1455.
- Godfriaux : dans la région de Corbais.
- Godiscal, famille des environs de Huy, Dinant, Liège, alliée à Incourt. Nom orthographié Godiscal, Godescal, Godeschal, ...
- Goes : dans tout le Brabant wallon.
- Gomand : originaire de Dinant, mais que l'on retrouve à Nil, à Biez, à Grez, etc.
- Goossens : à Hoeylaert, puis à Bierges-lez-Wavre.
- Gorlier (le) : famille de Jandrain.
- Grégoire : à Autre-Eglise.
- Grez (de) : des anciens sires de Grez.
- Guilmain : un bailli d'Orchies.

### H
- Haccourt : famille originaire de Hannut.
- Hache ou de la Hache : famille installée à Blanmont.
- Haen (de) : famille de Tourines-la-Grosse qu'on retrouve à Wavre.
- Halleux (de) : de Wavre.
- Hamoir : à Bierges en 1618.
- Hannart ou Hannaert : famille de vieille noblesse, originaire de Louvain, issue du lignage de Redingen, et apparentée aux princes de Boussu, et aux Velasco, comtes de Salazar.
- Hannosset : ancienne famille de Hesbaye.
- Harpin (de) une dame de ce nom, dame de Francquignies.
- Haubruge : à Chaumont.
- Haultpenne (de) : famille illustre héritière des droits des sires d'Oupey.
- Havenith : d'origine anversoise.
- Haye (del) ou de la Haye : à Ottignies en 1532.
- Hemomez (de) : famille qui tire son nom de la maison du même nom à Beauvechain.
- Hennebel : arrivée à Wavre en 1681.
- Hennesy : d'origine irlandaise qui a possédé la Ferme des Templiers à Wavre au XIXe siècle.
- Heris : famille d'Overyssche alliée au Stevens.
- Herpigny : famille ayant donné de nombreux échevins à Wavre.
- Hereng : famille de Basse-Wavre.
- Hervart : connue à Grez depuis 1638.
- Hologne (de) : famille à Pietrebais.
- Hontoye (de) famille originaire du Tournaisis.
- Hores (de) : à Wavre dès le début du XVIIe siècle.
- Hostellerie (de l') : un notaire à Court-Sait-Etienne au XVIIIe siècle.
- Houbotte: famille connue à Noville sur Méhaigne.
- Houtart : une branche de cette famille à Wavre au XVIIIe siècle.
- Hulet : plusieurs Hulet, descendant de Catherine de la Bawette, appartenaient par elle à la famille van der Hoffstad, de Louvain, et eurent ainsi accès aux charges municipales.
- Huttebize (de) : famille qui prend son nom de la seigneurie de ce nom près de Dion-le-Mont.
- Huy (de) : dès 1549.
- Huyttens  : à Grez notamment.

### I
- Ingebos : à Attenhove.

### J
- Jacquelart : à Nivelles.
- Jacques dit Jacoby : vieille famille de Wavre ayant compté de nombreux échevins.
- Jallet : famille à Nethen et à Bossut vers 1630.
- Jamin : un avocat au Conseil souverain de Brabant.
- Jamines : un échevin de Wavre en 1537.
- Jenicot : seigneur foncier de Corbais.
- Jodoigne : un curé de Saint-Nicolas à Bruxelles.
- Jonnart : du Brabant-wallon.
- Joris : des échevins et bourgmestres de Wavre.
- Jottée : à Wavre.
- Joveneau : famille de Grez.
- Juzaine (de) : au Conseil de Brabant.

### L
- Lacroix ou de la Croix : connue dès 1448, famille tirant probablement son nom du hameau de La Croix, près d'Ottignies.
- de la Fontaine : Gilles de la Fontaine, bailli de Perwez, en 1580.
- de Laho  ou de la Hault : au XVe siècle à Wavre.
- de Laistre : alliée au Baaillet, Cornet, Chauffoureaux, etc.
- Lambermont : demeurant en 1632 à Limelette.
- Labinon : famille de Herve ensuite à Wavre.
- Lambot ou Lambotte : famille originaire de Wavre.
- de Lamistan : à Wavre, d'une ancienne famille du Namurois.
- Lamquet : famille ayant possédé des biens à La Chise, Jauchelette, etc.
- de Landres : originaire du Luxembourg.
- Lanne : une famille de Lanne, à Ottignies au XVIe siècle.
- de Lannoy : un échevin de wavre en 1745.
- de Lantwyck : famille d'origine chevaleresque. Elle descend de Jean de Rode, dit de Lantwyck, sire du Horst, seigneur de Vorselaer, Rethy, Blanden, etc ..., qui le 27 mars 1292, épousa Marguerite de Tervueren, bâtarde du duc Jean Ier de Brabant.
- de Latfleur : originaire de Masnuy-Saint-Jean.
- de Lathuy : famille prenant son nom d'un village près de Jodoigne.
- Laurentsart ou Sart : du fief du Sart.
- Le Begghe : famille chevaleresque d'Autchard, près de Hoegaerde.
- Leclercq : originaire de Chapelle-lez-Herlaimont.
- Le Docte, ou le Dogue, Dogue : à Jauchelette, Bossut, Walhain, etc.
- Le Febvre de Bierbais : du seigneur de Bierbais en 1694.
- le Hardy de Baulieu : famille connue depuis 1540 à Hal.
- Lejeune : de Wavre.
- le Jeune : à Bousval.
- le Keux : famille originaire de Ligny et venue à Wavre.
- le Liégeois : famille de la région d'Incourt au XVIe siècle.
- de Lemède : des seigneurs de Jennevaux en 1765.
- Léonard : famille originaire du Pays de Liège ayant donné de nombreux échevins à Wavre.
- le Riche : famille originaire d'Overyssche.
- le Roy : du seigneur de Bousval en 1641.
- Levis peut-être des le Visse ou de Visch.
- L'Hoste : à Wavre au XVIIe siècle.
- Libotton ou Libouton : depuis longtemps à Wavre mais qui semble originaire du Pays de Liège.
- Licot de Nismes : famille qui possédait la ferme de Bilande et la ferme des Templiers.
- de Liège : d'un seigneur du Pont, à Limelette.
- Limelette : famille connue depuis le XIIIe siècle, surnommée Brise-Tête.
- Linart de Guertechin : en Brabant wallon.
- Lintermans : originaire de la région de Louvain.
- Lints : importante à Wavre, et semblant provenir de la région de Louvain.
- de Longchamps : d'un certain Thibault de Longchamps.
- de Longpré : probablement tirant son nom du lieu-dit près d'Incourt.
- Lonys : des seigneurs de ten Broecke à Rosières-Saint-André.
- de Looz : à Suzeril en 1647.
- Lopez de Ulloa : : des seigneurs de Limal.
- Losson : de Montigny-sur-Sambre.
- Loyens : famille du Limbourg liégeois.

### M
- Mac Dougall : famille écossaise à Wavre au XIXe siècle.
- Maillart : à Wavre au XVe siècle.
- de la Malaise : fief sous Bossut qui a donné son nom à cette famille.
- Malcorps : d'un seigneur de la Baillerie, près de Bousval.
- Malfier : des échevins de Jodoigne.
- Malfroid : divers personnages recensés.
- Marchand ou le Marchant : à Wavre au XVIIe siècle.
- Marcq : un notaire de ce nom à Wavre au milieu du XVIIIe siècle.
- Maréchal : un échevin de ce nom à Jodoigne en 1475.
- de Mariage : à Nethen au XVIIIe siècle.
- Maricq : à Huppaye et à Bomal dès le XIVe siècle.
- Marilles : même blason que celui d'Ottignies.
- Marsille : ancienne famille de Wavre connue dès 1310.
- de Marteau : à Dion-le-Mont en 1674.
- de Martigny : à Wavre en 1615.
- de Martin : à Tourinnes-Saint-Lambert en 1774.
- Massart : d'un homme de fief à Braine-l'Alleud en 1611.
- Mataigne : des religieux de ce nom dans le Brabant wallon.
- Matillard : d'un censier de Stad en 1650.
- Mauclet : à Bonlez, Chaumot, Tourinnes-la-Grosse.
- le Mauclier : à Wavre en 1343.
- de Mellery : provenant vraisemblablement de la famille de Villeroux.
- Melotte : famille sortant probablement des Randaxhe-Bombaye. Alliée notamment aux Goes.
- Mertens : à Tourinnes-Beauvechain en 1725.
- de Mettencourt : à Limelette notamment.
- de Meville : probablement d'origine namuroise.
- Minne : à Hervelé en 1470.
- de Moittemont : à Chapelle-Saint-Lambert en 1599.
- Momboirs : famille d'Overyssche.
- du Monceau de Bergendael : ayant possédé des biens à Grez notamment.
- de Mont : un échevin de Wavre en 1341.
- du Mont de Buret : originaire de Thorembais-Saint-Trond.
- de Mote : à Hévillers.
- Moreau, des seigneurs de Héripont.
- de Morialmez : à Bierges en 1633.
- Moriesart : branche des seigneurs de Limal, descendants des sires de Walhain.
- de Morsaint : originaire du lieu éponyme à Grez.
- de la Motte : tenant son nom du lieu du même nom à Grez.
- de la Motte : autre famille, à Melin aux XVIe et XVIIe siècles.
- de Mousty : dès 1381 à Noirmont.
- Mouttiaux ou Mottart : un curé de Lasne en 1787.

### N
- de Neuverue : issue des d'Arquennes, famille chevaleresque. Un échevin de Wavre dès 1426.
- Noel : famille dans la région de Chaumont.
- de Norman : ancienne famille d'origine gantoise.
- de Nouvelles : famille du Hainaut, à Grez au XVIIIe siècle.
- de Noville : en 1602 à Geest-Gérompont.
- de Nyverseele : vieille famille brabançonne de la région de Louvain.

### O
- d'Ochain : à Grez-Doiceau en 1489.
- d'Ocquier : en 1610 à Bierges.
- d'Oha : Oha de Rocourt.
- Oldenhove de Guertechin : noble en 1910.
- d'Onyn : famille originaire de Namur au XVe siècle.
- d'Opaix ou du Paix : famille semblant sortir des d'Oupeye.
- d'Orbaix : à Dion le Mont en 1616.
- Orts : famille bruxelloise, du Lignage Sweerts.
- Ottignies : les sires d'Ottignies connus depuis 1197.

### P
- Paheau : vieille famille de la région d'Hannut-Crisgnée.
- Parent : d'un bâtard d'Ottignies en 1381.
- Pasteels : alliée notamment au du Four.
- Paul : Jamar Pole, en 1470.
- Payez dit Paillet : famille de Forville-Héron.
- Peeters : famille de Louvain et à Overyssche, alliée au Stevens.
- Penasse : d'un échevin de Wavre en 1310.
- Perilleux : vieille famille de Hesbaye.
- du Pery : famille originaire du Perry à Grez, qu'on trouve dans la région de Nivelles.
- Philippart : à Corbais notamment.
- Pieret : famille qui descend d'un Pieret, censier de Promelles, et qui a adopté, avec changement d'émaux, les armoiries des Doneux, dont elle descend.
- de la Pierre : du fief de ce nom à Wavre.
- Pierso : nom très répandu dans la région.
- Piette : une famille de ce nom à Meeffe.
- Pinchart : tirant son nom du lieu-dit Pinchart sous Ottignies.
- de Piraumont : en 1470 à Limelette.
- Piret ou Pieret : plusieurs personnages de ce nom notamment à Jodoigne en 1518.
- de Pité, Piteit, Pitey : à Grez et qui semble sortir des Awans.
- Poinson : à Bousval.
- Poncelet : au XVIIe siècle à Corbais.
- de Pont : famille qui semble être sortie des seigneurs de Limelette.
- del Porte : alliée à Wavre, notamment.
- Portugaels : à Corroy-le-Grand.
- Potes : un échevin à Wavre en 1415.
- Potteau : à Wavre en 1645.
- Pottelet : à Wavre en 1656.
- Pouillet : à Limal au XVIIe siècle.
- Previnaire ou Proveneer en flamand : à Wavre.
- Proost : originaire de Vorselaer et que l'on retrouve à Limelette à la fi du XVIIIe siècle.

### Q
- Quintin dit Gylle : à Pinchart en 1531.
- de Quirini : famille de la région de Malmédy, à Dion-le-Val.
- de Raet : du baron de Raet, receveur à Limal puis dans les Flandres.

### R
- Rambou : famille wavrienne que l'on rencontre à Chaumont et à Corroy.
- des Rameaux : du château de la Motte, à Bousval.
- Rampaert : à Wavre dès 1616 et à Tourinnes-la-Grosse dès 1405.
- Raucent : à Bierges en 1641.
- Raulet : famille des anciens seigneurs de Jodoigne.
- Ravet : originaire des environs de Jauche et Hannut.
- Rayée : dès 1567 à Franquignies près de Mousty.
- Remy : à Roux-Miroir en 1500 et à Corroy-le-Grand.
- Renier : Marguerite Renier épouse de Gabriel le Fèvre, seigneur de Bierbaix.
- Renson : d'une famille originaire de Dinant.
- de Revel : au XVIe siècle.
- Reyniers : divers personnages de ce nom.
- de Rieu : du fief du Ry, près de la Bawette.
- Rixensart : un chevalier de ce nom en 1374.
- Robert : un échevin de Wavre en 1612.
- Roberti de Winghe : famille établie dans la région de Louvain.
- Robyns ou de Robin, Rubens et Rubbens : dès 1470.
- Roisin : famille illustre du Hainaut.
- de Roissart : d'après une dépendance de Court-Saint-Etienne, et en wallon Rouchaux.
- Rolin : à Bierges.
- de Roly : famille originaire du Namurois.
- Rondas : originaire de Namur.
- de Rorive : d'après le lieu-dit près de Amay, à Liège.
- Rosart : famille à Wavre au XVIIe siècle.
- Rosierbois : du lieu-dit à Rosières-Saint-André.
- de Rouellé ou de la Ruyellée : famille noble de Basse-Wavre.
- le Rousseau : ancienne famille de Hesbaye.
- Ruelle : anciennement del Ruelle, à Wavre au XVIIe siècle.
- du Ry : famille de la région de Chaumont.
- Rys : famille alliée à de nombreuses familles wavriennes.

### S
- Sacré : famille originaire de la Roche en Brabant.
- de Sainctes : à Wavre depuis le XVIe siècle.
- de Saint-Hubert : à Dinant dès 1250 et ensuite à Wavre.
- de Saint-Paul : d'une dépendance de Walhain ayant donné son nom à une famille issue des sires de Walhain.
- de Saint-Victor : en 1694 à Archennes.
- Sambrée : à Bierges depuis 1600.
- Savenel : depuis 1374.
- Schellekens : probablement de Louvain.
- Schockaert : à Grez au XVIIe siècle.
- Secus : à Bierges en 1610.
- Simon : à Tourinnes-la-Chaussée en 1395.
- Smale : d'un seigneur de Roux-Miroir en 1457.
- de Spoelbergh : deux branches de cette famille ont habité à Wavre.
- de Spourneau : famille importante mais qui a disparu. A Wavre en 1637 notamment.
- Spruyt : des seigneurs de Champles.
- Staes : famille de Louvain que l'on retrouve à Tourinnes-Saint-Lambert.
- Staquet : famille de la région de Grez, Longueville et provenant de Goegnies en Hainaut.
- de Stembor : à Nethen en 1686.
- de Sterbeke : un échevin à Wavre en 1382.
- Stevart : famille connue à Grez au XVIIe siècle.
- Stevens : famille qui a donné de nombreuses générations de censiers aux Templiers à Wavre, et qui est surtout connue par le chanoine Corneille Stevens qui a laissé son nom, à son corps défendant, à l'église connue sous le nom de "stéveniste".
- Steyls : ancienne famille de Tirlemont.
- Stockman ou Stockelman : famille qui semble originaire de Rhode-Saint-Genèse au XVIIe siècle.
- Stoefs ou Stoufs : vieille famille qui prend son nom d'u hameau d'Overyssche et qui est alliée à de nombreuses familles wavriennes.
- Stordeur : à Thy en 1483.
- Stradiot : un bailli de Limal notamment.
- de Streel : à Grez au XVIIe siècle.
- Strens : famille répandue dans la région.
- Suarez de Aedo : à Mousty en 1635.
- Suys : à Nethen au XVIIe siècle.

### T
- Taminiaux : famille de la région de Seneffe et Nivelles.
- Taymans : d'une vieille famille d'Overyssche.
- Tazeau : famille qui semble originaire du Namurois.
- le Tellier : famille connue dans la région de Corroy-le-Grand.
- du Terne : à Limelette dès 1570.
- de Thienpont : originaire de la région de Ninove au XVIe siècle.
- Thiry : famille ancienne de la région.
- de Thomaz de Bossières : originaire du Namurois.
- de Thy : du lieu-dit Thy près de Baisy.
- de Tilhoux : un échevin de Wavre en 1494.
- Tombeek : en 1374.
- Tons d'Incourt : famille ayant possédé Incourt.
- Tricot : famille ancienne de la région de Tubize.
- de Trignée : des sires de Trignée.
- de Trognée ou Troignée : dès 1479.
- Truys : dans la région de Chaumont et Incourt.

### V
- de Val-Duc : d'une dépendance de Hamme-Mille.
- Valentin : un bourgmestre de Wavre au XVIIe siècle.
- Valériane : famille de la région de Perwez.
- de la Vallée : famille remontant à Jea de la Vallée à Mont-Saint-Guibert en 1503.
- de Valois : famille de la Hesbaye.
- van Bemmel : des seigneurs d'Incourt.
- van Blaesvelt : des seigneurs de Bierges en 1498.
- van Colen ou Coels : Anne van Colen fille de Jean et de Marguerite Uyttenlimminghen avait épousé Nicolas Stevens en 1475.
- van Cutsem : famille originaire de Leeuw-Sait-Pierre, répandue dans tout le Brabant.
- van den Berge : du vicomte de Jodoigne.
- van den Eede : famille anversoise.
- van der Hulst : famille ayant possédé la seigneurie de Terdecq, près de Tombeek.
- van der Kelen : famille qui possédait la ferme delle Kelle ou de la Kelle à Lasne au XVe siècle.
- van der Moeren : à Nethen au XVIe siècle.
- van der Noot : à Bierges en 1652.
- van der Schrieck  : originaire de Berthem, près de Louvain.
- van der Veken : à Grez en 1501.
- van de Velde : à Basse-Wavre.
- van de Spout ou van der Spout, del Spout ou delle Spout : des seigneurs de Chapelle-Saint-Lambert en 1431.
- van de Sterren : à Grez.
- van Dormale : famille très ancienne ayant fourni de nombreux échevins à Louvain.
- van Goidsenhoven : plusieurs familles de ce nom.
- Vannes : Van Es ou Vannes, qui semble provenir de Louvain.
- van Overbeke, dit de Wespelaere : établie à Nethen.
- van Overloop : à Wavre en 1541.
- van Schattebroeck : famille d'Overyssche.
- van Valckenborgh : alliée aux Stevens.
- van Wayenberg : à Yssche en 1636.
- van Zeebroek : famille ancienne de Bruxelles, habitant aussi à Nethen.
- van Zuen : famille de la région de Hal que l'on retrouve à Wavre et à Bierges.
- de Verlaine : à Bierges en 1633.
- Villegas : seigneur de Louvranges.
- de Villers du Fourneau : branche de l'ancienne famille de Villers, à Beausart.
- Vitry : famille du Nord de la France alliée aux de la Bawette.
- Vleminx : à Jodoigne en 1615.
- Vreven : originaire de Léau où l'on trouve un échevin de ce nom en 1646.

### W
- de Walmont : d'un homme de fief en 1473.
- Wauthier : à Ohain en 1685.
- Wavre : Il y a eu plusieurs familles dites de Wavre :
  - La première a porté des feuilles de nénuphar. Elle possédait de grands biens à Woluwé dont les seigneurs portaient les mêmes meubles.
  - La deuxième famille de Wavre est issue de Jean Meeuwe, bâtard de Jean Ier de Brabant. Elle portait : Brabant à la cotice de gueules brochant sur le tout[2].
- Wera : en 1499 à Noville-sur-Méhaigne.
- Willemet : à Limelette en 1496.
- Wilmaer ou Willemaer : à Wavre en 1531.
- Wilmart : famille de la région de Dion-le-Val et Grez-Doiceau.
- Wiricx (de Tercam) : originaire du Pays de Liège, de Wonck.
- de Witterzée : un échevin de la franchise de Wavre en 1293.
- Wouters de Chénedisque (Chêne d'Yssche) : terre achetée aux Cornet.

### X
- Ximenes de Cisneros : à Wavre en 1638.

### Y
- Yernau : probablement originaire de Yernawe au Pays de Liège.
- Ypersiel ou Hipersiel : probablement originaire de Nivelles.